# Bảo Đài
Bảo Đài là một xã thuộc tỉnh Bắc Ninh, Việt Nam.

## Địa lý
Xã Bảo Đài có vị trí địa lý:
- Phía đông giáp xã Đông Phú
- Phía tây giáp các xã Lạng Giang và Kép
- Phía nam giáp các xã Lục Nam và Tân Dĩnh
- Phía bắc giáp xã Tuấn Sơn, tỉnh Lạng Sơn.

Xã Bảo Đài có diện tích 83,02 km², dân số 59.169 người, mật độ dân số đạt 712 người/km².

## Lịch sử
Ngày 16 tháng 6 năm 2025, Ủy ban Thường vụ Quốc hội ban hành Nghị quyết số 1658/NQ-UBTVQH15 của UBTVQH về việc sắp xếp các đơn vị hành chính cấp xã của tỉnh Bắc Ninh năm 2025. Theo đó, sắp xếp toàn bộ diện tích tự nhiên, quy mô dân số của các xã Bảo Sơn, Thanh Lâm, Tam Dị và Bảo Đài thành xã mới có tên gọi là xã Bảo Đài.